# Ursula Dubosarsky

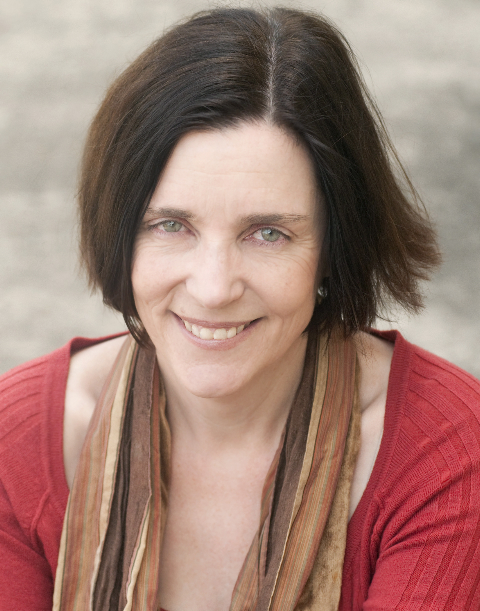
Ursula Dubosarsky (2011)

Ursula Dubosarsky (* 25. Juni 1961 in Sydney, geborene Coleman) ist eine australische Schriftstellerin. Für ihr literarisches Werk wurde sie im Bereich der Kinder- und Jugendliteratur national und international mit verschiedenen Preisen ausgezeichnet, unter anderem einem Luchs des Monats (2012) und drei White Ravens (1996, 2007, 2008). Zwei Romane von Dubosarsky, The Golden Day (2011, deutsch Nicht jetzt, niemals, 2012) und The First Book of Samuel (1995, deutsch Der kürzeste Tag des Jahres, 2013), liegen auch in deutschsprachiger Übersetzung vor. Über The Golden Day schrieb die FAZ, der Roman setze »inhaltlich wie formal unübersehbar Maßstäbe«. Dubosarsky lebt in Sydney.

## Leben und Werk
Dubosarsky hat zwei Geschwister. Ihr Vater ist der Politiker Peter Coleman. Ihre Mutter war die Literaturwissenschaftlerin Verna Susannah Coleman. Seit sie im Alter von sechs Jahren lesen lernte, wollte sie Schriftstellerin sein. Bereits in ihrer Schulzeit schrieb sie verschiedene Geschichten und Gedichte. Sie studierte Englisch und Sprachen, darunter Altisländisch, Lateinisch und Griechisch an der Universität Sydney. Nach Abschluss ihres Studiums zog sie nach Canberra und arbeitete im öffentlichen Dienst. Sie verbrachte ein Jahr reisend und traf während der Arbeit in einem Kibbuz in Israel ihren zukünftigen Ehemann. Sie heirateten in London und kehrten nach Australien zurück, wo ihre Tochter Maisie geboren wurde. Ab 2006 arbeitete Dubosarsky einige Jahre als Redakteurin beim NSW School Magazine. An der Macquaire University machte Dubosarsky ihren Doktor in Englischer Literatur. Im Zentrum ihrer Dissertation steht das Werk von Macquaire und Mary Norton.
Zu den Lieblingsbüchern von Dubosarsky, als sie noch ein Kind war, gehörten vor allem Biquette the White Goat von Francoise, daneben auch Gone is Gone von Wanda Gag und Snugglepot and Cuddlepie von May Gibbs. Zu ihren heutigen Lieblingsbüchern für junge Leser gehören Come By Chance von Madeleine Winch und My Dearest Dinosaur von Margaret Wild und Donna Rawlins.
Dubosarskys Bücher liegen neben dem Englischen in zehn weiteren Sprachen (Chinesisch, Deutsch, Estnisch, Hebräisch, Italienisch, Japanisch, Katalanisch, Koreanisch, Slowenisch und Spanisch) vor.
Neben Büchern für junge Leser verfasste Dubosarsky auch Texte für das Theater. Sie gewann verschiedene nationale und internationale Auszeichnungen.
2014 war sie Jurymitglied der Auszeichnung Das außergewöhnliche Buch des Kinder- und Jugendprogramms des Internationalen Literaturfestivals Berlin.
Dubosarsky lebt mit ihrer Tochter Maisie, ihren zwei Söhnen Dover und Bruno und ihrem Ehemann in Sydney.

## Presseschau

### The First Book of Samuel(1995) /Der kürzeste Tag des Jahres(2013)
„The author skillfully develops the events which lead up to a climactic »kidnapping« and reconciliation. The theme of family relationships is narrated here in a fascinating style with the voice of a concerned observer, giving the story a feeling of immediacy.“

„Ein eindringliches Buch, das unter die Haut geht, indem es den Leser spüren lässt, wie wichtig es ist, miteinander zu sprechen und einander zuzuhören.“

### Rex(2005)
„How different children manage a dinosaur and the dreams they have for him make for a wonderfully imaginative story.“

### The Red Shoe(2006)
„In an unpretentious, matter-of-fact style, the curious six-year-old protagonist relates the events around her. The renowned Australian author uses real newspaper clippings cunningly woven into the haunting narrative to paint an authentic picture of small and big events in post-war Sydney and, at the same time, creates a family story filled with a sense of mystery, adventure, tragedy, and wonder.“

### The Terrible Plop(2009)
„There’s an irresistible bounce to this delightfully ridiculous story of how a whole forest of animals is terrified by a mysterious plop. The rhyming text and vigorous illustrations tell how rabbit, frightened by the sound of the plop, spreads panic as he races off. [...] A deliciously spine-tingling story about an unknown – and unreal – terror.“

### The Golden Day(2011) /Nicht jetzt, niemals(2012)
„Dubosarsky [...] subtly shows the impact of the tragedy through fragments of conversations, observations, and memories, while expertly sketching a cast of vulnerable, inquisitive children and ridiculous authority figures. Laced with humor amid a steady feeling of dread, the atmospheric narrative chillingly evokes lurking forces capable of tarnishing even the most golden and innocent of days.“

„So balanciert dieses Buch lange und sehr geschickt zwischen den Vorboten vom Ernst des Lebens, die machtvoll an das malerische Schulgebäude drängen, und der kindlichen Vorstellungswelt, in der die Mädchen (noch) vor Unheil geschützt sind. [...] Nicht jetzt, niemals ist auch ein Bildungsroman. Er erzählt von elf Mädchen und ihren ersten Prüfungen, von frühen Entscheidungen und von so wichtigen Fragen wie der, ob man lieber träumt oder wacht. Oder ob sich beides nicht auch miteinander vereinbaren lässt. In diesem Sinn ist Nicht jetzt, niemals ein ebenso fein- wie hintersinniges Werk. Ein schönes Buch.“

„Als im vergangenen Jahr der Roman Nicht jetzt, niemals erschien, war das eine mittlere Sensation [...]. Seine Autorin, die 1961 geborene Australierin Ursula Dubosarsky, war zuvor auf dem deutschen Jugendbuchmarkt komplett unbekannt gewesen, obwohl sie in ihrer Heimat bereits einige Bücher für junge Leser veröffentlicht hatte. Doch ihr kühler Roman, der eine Mädchenschulklasse porträtiert, die mit dem plötzlichen Verschwinden ihrer charismatischen Lehrerin fertigwerden muss, setzte inhaltlich wie formal unübersehbar Maßstäbe. Denn Dubosarskys ebenso anspruchsvolle wie abgründige Geschichte lässt am Ende zwei widerstreitende Deutungen des Geschehens zu, so dass die Leser sich entscheiden müssen: Handelt es sich einige Jahre später bei der zufälligen Begegnung der mittlerweile fast erwachsenen Schulklasse mit der Lehrerin um die glückliche Auflösung eines rätselhaften Falls? Oder haben es die Abiturientinnen mit einer Geistererscheinung zu tun?“

„Dubosarsky’s spare prose explores the space between innocence and adulthood. Shaped by the girls´ growing awareness of the world, her scenes are uneasy dreamscapes. Questions about responsibility, violence, sex, fear and death bloom beneath their placid surface. Unanswerable, they linger past the end of this slender but powerful volume.“

## Bibliografie (Auswahl)
| Englischsprachige Originalausgabe | Deutschsprachige Erstausgabe | Anmerkungen                                                                                         |
| --- | --- | --------------------------------------------------------------------------------------------------- |
| 1989: Maisie and the Pinny Gig, Ursula Dubosarsky (Text), Roberta Landers (Illustration), Macmillan Australia (Melbourne), ISBN 978-0-333-47852-3                                   | | Bilderbuch nicht in deutschsprachiger Übersetzung erschienen                                        |
| 1990: High Hopes, Ursula Dubosarsky (Text), Penguin Books Australia (Melbourne), ISBN 978-0-670-83560-7                                                                             | | Roman nicht in deutschsprachiger Übersetzung erschienen                                             |
| 1991: Zizzy Zing, Ursula Dubosarsky (Text), Puffin Books Australia (Melbourne), ISBN 978-0-14-038257-0                                                                              | | Roman nicht in deutschsprachiger Übersetzung erschienen                                             |
| 1994: The Last Week In December, Ursula Dubosarsky (Text), Puffin Books Australia (Melbourne), ISBN 978-0-14-034984-9                                                               | | Roman nicht in deutschsprachiger Übersetzung erschienen                                             |
| 1994: The White Guinea-Pig, Ursula Dubosarsky (Text), Penguin Books Australia (Melbourne), ISBN 978-0-670-85738-8                                                                   | | Roman nicht in deutschsprachiger Übersetzung erschienen                                             |
| 1995: The First Book of Samuel, Ursula Dubosarsky (Text), Penguin Books Australia (Melbourne), ISBN 978-0-670-85572-8                                                               | 2013: Der kürzeste Tag des Jahres, Andreas Steinhöfel (Übersetzung aus dem australischen Englisch), Verlag Carl Ueberreuter (Wien), ISBN 978-3-7641-7006-6 | Roman                                                                                               |
| 1996: Bruno and the Crumhorn, Ursula Dubosarsky (Text), Puffin Books Australia (Melbourne), ISBN 978-0-14-037634-0                                                                  | | Roman nicht in deutschsprachiger Übersetzung erschienen                                             |
| 1997: Black Sails, White Sails, Ursula Dubosarsky (Text), Puffin Books Australia (Melbourne), ISBN 978-0-670-87067-7                                                                | | Roman nicht in deutschsprachiger Übersetzung erschienen                                             |
| 1998: The Strange Adventures of Isador Brown, Ursula Dubosarsky (Text), Paty Marshall-Stace (Illustration), Puffin Books Australia (Melbourne), ISBN 978-0-14-038788-9              | | nicht in deutschsprachiger Übersetzung erschienen                                                   |
| 1999: Honey and Bear, Ursula Dubosarsky (Text), Ron Brooks (Illustration) | | Bilderbuch nicht in deutschsprachiger Übersetzung erschienen                                        |
| 1999: My Father Is Not a Comedian, Ursula Dubosarsky (Text), Puffin Books Australia (Melbourne), ISBN 978-0-14-130208-9                                                             | | Roman Fortsetzung: How To Be a Great Detective nicht in deutschsprachiger Übersetzung erschienen    |
| 2000: The Game of the Goose, Ursula Dubosarsky (Text), John Winch (Illustration), Penguin Books Australia (Melbourne), ISBN 978-0-670-89438-3                                       | | Roman mit Illustrationen nicht in deutschsprachiger Übersetzung erschienen                          |
| 2001: Abyssinia, Ursula Dubosarsky (Text), Penguin Books Australia (Melbourne), ISBN 978-0-670-04109-1                                                                              | | Roman nicht in deutschsprachiger Übersetzung erschienen                                             |
| 2004: How To Be a Great Detective, Ursula Dubosarsky (Text), Puffin Books Australia (Melbourne), ISBN 978-0-14-330100-4                                                             | | Roman Fortsetzung von My Father Is Not a Comedian nicht in deutschsprachiger Übersetzung erschienen |
| 2005: Rex, Ursula Dubosarsky (Text), David Mackintosh (Illustration), Puffin Books Australia (Melbourne), ISBN 978-0-14-138287-6                                                    | | Bilderbuch nicht in deutschsprachiger Übersetzung erschienen                                        |
| 2005: Theodora’s Gift, Ursula Dubosarsky (Text), Penguin Books Australia (Melbourne), ISBN 978-0-670-04116-9                                                                        | | Roman Fortsetzung von The First Book of Samuel nicht in deutschsprachiger Übersetzung erschienen    |
| 2006: The Red Shoe, Ursula Dubosarsky (Text), Allen & Unwin (Crows Nest), ISBN 978-1-74114-285-3                                                                                    | | Roman nicht in deutschsprachiger Übersetzung erschienen                                             |
| 2009: The Terrible Plop, Ursula Dubosarsky (Text), Andrew Joyner (Illustration), Penguin Books Australia (Melbourne), ISBN 978-0-374-37428-0                                        | | Bilderbuch nicht in deutschsprachiger Übersetzung erschienen                                        |
| 2011: The Carousel, Ursula Dubosarsky (Text), Walter Di Qual (Illustration), Penguin Books Australia (Melbourne), ISBN 978-0-670-07462-4                                            | | Bilderbuch nicht in deutschsprachiger Übersetzung erschienen                                        |
| 2011: The Golden Day, Ursula Dubosarsky (Text), Allen & Unwin (Crows Nest), ISBN 978-1-74237-471-0                                                                                  | 2012: Nicht jetzt, niemals, Silvia Schröer (Übersetzung aus dem australischen Englisch), Verlag Carl Ueberreuter (Wien), ISBN 978-3-8000-5676-7            | Roman                                                                                               |
| 2012: Too Many Elephants in This House, Ursula Dubosarsky (Text), Andrew Joyner (Illustration), Penguin Books Australia (Melbourne), ISBN 978-0-670-07546-1                         | | Bilderbuch nicht in deutschsprachiger Übersetzung erschienen                                        |
| 2013: The Cryptic Casebook of Coco Carlomagno - The Perplexing Pineapple, Ursula Dubosarsky (Text), Terry Denton (Illustration), Allen & Unwin (Crows Nest), ISBN 978-1-74331-257-5 | | Roman mit Illustrationen nicht in deutschsprachiger Übersetzung erschienen                          |
| 2013: Eva Adds, Ursula Dubosarsky (Text), Annie White (Illustration), Hachette (Sydney), ISBN 978-0-7344-1400-7                                                                     | | Bilderbuch nicht in deutschsprachiger Übersetzung erschienen                                        |

## Nominierungen und Auszeichnungen
| Jahr      | Buch                                                                     | Nominierung / Auszeichnung                                                  |
| --------- | ------------------------------------------------------------------------ | --------------------------------------------------------------------------- |
| 1996      | The First Book of Samuel / Der kürzeste Tag des Jahres                   | White Raven der Internationalen Jugendbibliothek                            |
| 2007      | The Red Shoe                                                             | White Raven der Internationalen Jugendbibliothek                            |
| 2008      | When We Were Young - True Stories From Your Favourite Australian Authors | White Raven der Internationalen Jugendbibliothek                            |
| 2010      | The Word Snoop                                                           | Nominierung für den YALSA Excellence in Nonfiction for Young Adults Award   |
| Juli 2012 | The Golden Day / Nicht jetzt, niemals                                    | Luchs des Monats der Zeit                                                   |
| 2012      | Gesamtwerk                                                               | Nominierung für den Astrid Lindgren Memorial Award 2013                     |
| 2013      | Gesamtwerk                                                               | Nominierung für den Astrid Lindgren Memorial Award 2014                     |
| 2013      | The Golden Day / Nicht jetzt, niemals                                    | Publishers Weekly Picks - The Best New Books for the Week of August 5, 2013 |
| 2013      | The Golden Day / Nicht jetzt, niemals                                    | Aufnahme in die Liste Best Children’s Books of 2013 von Publishers Weekly   |
| 2014      | The Golden Day / Nicht jetzt, niemals                                    | IBBY Honour List 2014 in der Kategorie Text                                 |

## Festivalteilnahmen
| Datum          | Festival                                                                     |
| -------------- | ---------------------------------------------------------------------------- |
| März 2013      | Bellingen Readers´ and Writers´ Festival                                     |
| Juli 2013      | Southern Highlands Writers´ Festival                                         |
| Oktober 2013   | North Sydney Children's Festival                                             |
| Februar 2014   | Perth Writers´ Festival                                                      |
| März 2014      | Children’s Book Festival Melbourne                                           |
| Mai 2014       | Sydney Writers Festival                                                      |
| August 2014    | Melbourne Writers Festival                                                   |
| September 2014 | Kinder- und Jugendprogramm des 14. Internationalen Literaturfestivals Berlin |